# Pablo P. Garcia
Pablo Parás García, detto Pabling (Dumanjug, 25 settembre 1925 – Cebu, 18 agosto 2021), è stato un politico filippino.
Era il capostipite del clan politico dei García, tra cui figurano anche i figli Gwen, Pablo John e Winston, i quali hanno seguito le sue orme. Iniziò la propria carriera nel 1969 come vicegovernatore di Cebu, carica che ricoprì sino al 1971. Durante gli anni della legge marziale nelle Filippine, e per tutti i restanti mandati di Marcos, vide la propria influenza politica diminuire drasticamente, sino al suo ritorno in politica avvenuto nel 1987 al culmine della rivoluzione del Rosario. Ricoprì quindi la posizione di deputato per il 3º distretto di Cebu sino al 1995, quando fu eletto Governatore di provincia. Tra il 2007 e il 2013 tornò al Congresso delle Filippine, questa volta come rappresentante per il 2º distretto della provincia.
Fondò inoltre il partito One Cebu, tra i più influenti della popolosa provincia di Cebu e fondamentale nel successo nelle Visayas del candidato Rodrigo Duterte durante le elezioni presidenziali nelle Filippine del 2016.